# Pulau Cawan
Pulau Cawan is een bestuurslaag in het regentschap Indragiri Hilir van de provincie Riau, Indonesië. Pulau Cawan telt 492 inwoners (volkstelling 2010).